# Terciový systém
Terciový systém je systém funkční harmonie, který vysvětluje stavbu a funkci hudebních akordů pomocí postupného vrstvení terciových intervalů.

## Podstata systému
Terciový systém vychází z toho, že každý akord (tj. souzvuk tří až sedmi tónů) lze „poskládat“ postupným přidáváním terciových intervalů počínaje základním tónem akordu.
Používány jsou především velká a malá tercie (tj. interval čtyř, resp. tří půltónů), pro tvorbu alterovaných akordů také zvětšená a zmenšená tercie (tj. interval pěti, resp. dvou půltónů – zvukově odpovídají kvartě, resp. velké sekundě)).
Dále v textu  budou jednotlivé tercie značeny zm3, m3, v3, zv3 (v pořadí zmenšená, malá, velká, zvětšená).

## Typy kvintakordů
Kvintakord lze v terciovém systému postavit pomocí dvou běžných (nealterovaných) tercií čtyřmi způsoby (k základnímu tónu je přidána tercie a následně tercie + tercie = kvinta):
1. velká tercie a malá tercie: vzniká durový kvintakord, například od tónu C získáváme akord běžně označovaný jako C dur nebo prostě {\displaystyle C\,\!} : C (+ v3 =) E (+ m3 =) G
2. malá tercie a velká tercie: vzniká mollový kvintakord, například od tónu E získáváme akord běžně označovaný jako e moll, resp. {\displaystyle Emi\,\!} : E (+ m3 =) G (+ v3 =) H
3. velká tercie a velká tercie: vzniká takzvaný zvětšený kvintakord (obsahuje zvětšenou kvintu), například od tónu G získáváme akord značený obvykle jako {\displaystyle G^{5+}\,\!} : G (+ v3 =) H (+ v3 =) D#
4. malá tercie a malá tercie: vzniká takzvaný zmenšený kvintakord (obsahuje zmenšenou kvintu), například od tónu H získáváme akord obvykle značený jako {\displaystyle Hmi^{5-}\,\!} : H (+ m3 =) D (+ m3 =) F

První dva případy jsou „běžné“ kvintakordy, které mohou stát v pozici tóniky, druhé dva (obsahující alterovanou kvintu) se používají jako průchodné akordy a alterace (v jazzu obvykle nikoliv v podobě kvintakordu, ale rozšířené o další přidané tercie alespoň do septakordu).

## Typy septakordů
Septakord lze postavit z libovolného kvintakordu přidáním další tercie za kvintu (výsledkem je septima, ať již malá, velká nebo alterovaná). Teoreticky lze ze čtyř výše uvedených kvintakordů vytvořit sedm různých septakordů (přidání velké tercie ke zvětšenému kvintakordu nemá smysl – získáme tím zvětšenou septimu, která je totožná s oktávou a tedy se základním tónem akordu, takže výsledkem není čtyřzvuk, ale trojzvuk – původní kvintakord). Uvedeme z nich alespoň běžně používané:
- Z durového kvintakordu C lze pomocí velké tercie odvodit akord označovaný jako {\displaystyle C^{7maj}\,\!} (velký durový septakord nebo prostě velký septakord): C E G (+ v3 =) H . Tento akord dobře vyjadřuje jónský modus a lydický modus, lze jej použít ve funkci tóniky nebo subdominanty v durové tónině.
- Z durového kvintakordu C lze pomocí malé tercie odvodit akord označovaný jako {\displaystyle C^{7}\,\!} (dominantní septakord): C E G (+ m3 =) B . Tento akord dobře vyjadřuje mixolydický modus, lze jej použít ve funkci dominanty jak v durové, tak mollové tónině.
- Z mollového kvintakordu Emi lze pomocí malé tercie odvodit akord označovaný jako {\displaystyle Emi^{7}\,\!} (malý mollový septakord): E G H (+ m3 =) D . Tento akord dobře vyjadřuje funkci subdominanty v mollové tónině.
- Ze zmenšeného kvintakordu {\displaystyle Hmi^{5-}\,\!} lze pomocí další malé tercie odvodit akord označovaný obvykle jako {\displaystyle Hdim\,\!} – zmenšený septakord: H D F (+ m3 =) As. Výsledkem je akord s alterovanou (zmenšenou) septimou, který je velice oblíbený pro svou symetrii a je často používán jako průchodný akord k zanášení napětí a neklidu do jinak jednoduchých folkových nebo popových skladeb založených na základních kvintakordech a dominantním septakordu.

## Další typy akordů
Přidáním další tercie k septakordu lze získat nonový akord – pětizvuk sestávající ze základního tónu, tercie, kvinty, septimy a nony (harmonicky je nona totožná se sekundou). U těchto (i dalších akordů v této kapitole) je již funkce původního kvintakordu značně rozmělněna a používají se především v jazzu.
Přidáním další tercie k nonovému akordu lze získat undecimový akord – šestizvuk obsahující navíc undecimu (harmonicky je undecima totožná s kvartou).
Přidáním další tercie k undecimovému akordu lze získat tercdecimový akord – sedmizvuk obsahující navíc tercdecimu (harmonicky je terdecima totožná se sextou. V sedmizvuku jsou již vyčerpány všechny tóny sedmistupňové diatonicé stupnice (nebo nějaké její alterace), takže akord již není kam dále rozšiřovat.
Příklady:
- Akord {\displaystyle C^{13}\,\!} poskládaný jako C +v3 +m3 +m3 +v3 +m3 +v3 obsahuje tóny C E G B D F A a vyjadřuje tedy beze zbytku mixolydický modus v tónině F dur – jedná se o nejpřirozenější rozšíření dominantního septakordu.
- Akord {\displaystyle {C^{13/7maj}}\,\!} poskládaný jako C +v3 +m3 +v3 +m3 +m3 +v3 obsahuje tóny C E G H D F A a vyjadřuje tedy beze zbytku jónský modus v tónině C dur – jedná se o nejpřirozenější rozšíření velkého durového septakordu.